# Matthew Wilson (Diplomat)
Matthew Wilson (* 14. Dezember 1975) ist ein Diplomat aus Barbados. Er dient als Ständiger Vertreter seines Landes bei den Vereinten Nationen in Genf, Rom und Wien sowie der Welthandelsorganisation (WTO) und als Botschafter in der Schweiz.

## Leben
Nach dem Besuch des Barbados Community College studierte Wilson an der University of West Indies, wo er 1997 mit dem Bachelor in Psychologie und Soziologie abschloss. Auch hat er einen Masterabschluss in Entwicklungsforschung der University of Bath (2001). Wilson fungierte als Verhandlungsführer für Handels-, Arbeits- und Menschenrechtsfragen für Barbados. Von 2002 bis 2009 arbeitete er in der Vertretung Barbados in Genf. Von 2011 bis 2013 war er als Berater für den Generaldirektor der WTO tätig.
Ab 2013 arbeitete er für sieben Jahre bis 2021 als Stabschef für das International Trade Centre und bis 2022 als Verantwortlicher für die Partnerschaften des Zentrums. Er wurde dann vom Kabinett von Barbados als Botschafter in Genf nominiert und am 15. November bestätigt. Seit 2022 ist er Botschafter Barbados in der Schweiz und Ständiger Vertreter bei der Welthandelsorganisation, den Vereinten Nationen und den anderen internationalen Organisationen in Genf sowie bei den UN-Agenturen in Rom. Zu den anderen Organisationen in Genf gehört unter anderem die Weltorganisation für Meteorologie. Als Ständiger Vertreter bei der Welthandelsorganisation übergab er im Februar 2024 die Ratifikationsdokumente seines Landes für das Übereinkommen über Fischereisubventionen an die Generaldirektorin Ngozi Okonjo-Iweala. Seit 2023 ist er auch Ständiger Vertreter bei den Vereinten Nationen in Wien.